# Hillsboro Beach
Hillsboro Beach és una població dels Estats Units a l'estat de Florida. Segons el cens de l'1 de juliol de 2006 tenia 2.334 habitants.

## Demografia
Segons el cens del 2000, Hillsboro Beach tenia 2.163 habitants, 1.282 habitatges, i 696 famílies. La densitat de població era de 1.898 habitants/km².
Dels 1.282 habitatges en un 3% hi vivien nens de menys de 18 anys, en un 50,2% hi vivien parelles casades, en un 3,1% dones solteres, i en un 45,7% no eren unitats familiars. En el 40% dels habitatges hi vivien persones soles el 24% de les quals corresponia a persones de 65 anys o més que vivien soles. El nombre mitjà de persones vivint en cada habitatge era d'1,69 i el nombre mitjà de persones que vivien en cada família era de 2,13.
Per edats la població es repartia de la següent manera: un 3,2% tenia menys de 18 anys, un 1,1% entre 18 i 24, un 10,7% entre 25 i 44, un 34% de 45 a 60 i un 51% 65 anys o més.
L'edat mediana era de 65 anys. Per cada 100 dones de 18 o més anys hi havia 79,9 homes.
La renda mediana per habitatge era de 52.159 $ i la renda mediana per família de 70.163 $. Els homes tenien una renda mediana de 61.974 $ mentre que les dones 40.089 $. La renda per capita de la població era de 56.634 $. Entorn del 4,1% de les famílies i el 8% de la població estaven per davall del llindar de pobresa.

## Poblacions més properes
El següent diagrama mostra les poblacions més properes.